# Cepora ethel
Cepora ethel är en fjärilsart som först beskrevs av William Doherty 1891.  Cepora ethel ingår i släktet Cepora och familjen vitfjärilar. Inga underarter finns listade i Catalogue of Life.

## Bildgalleri

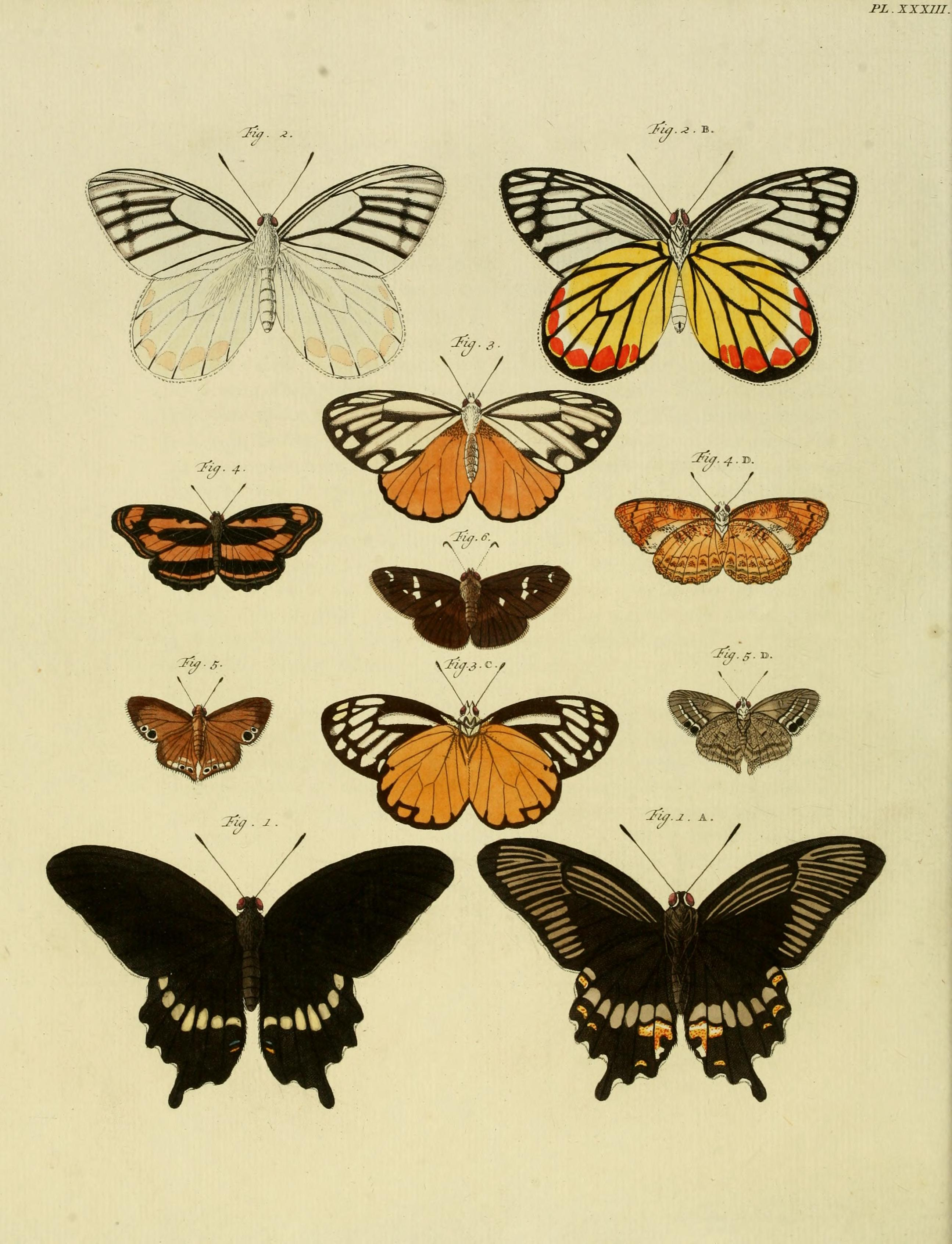
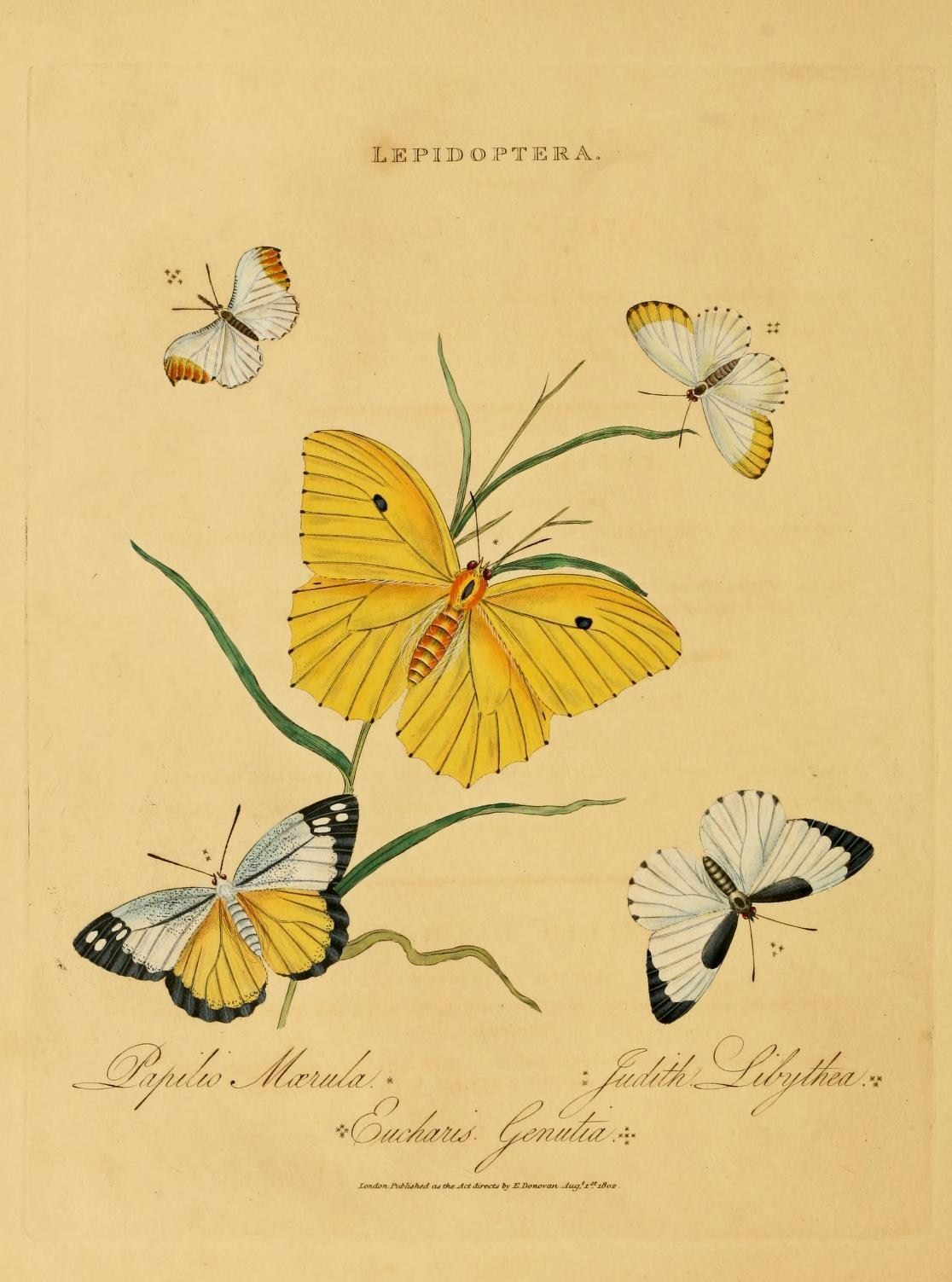
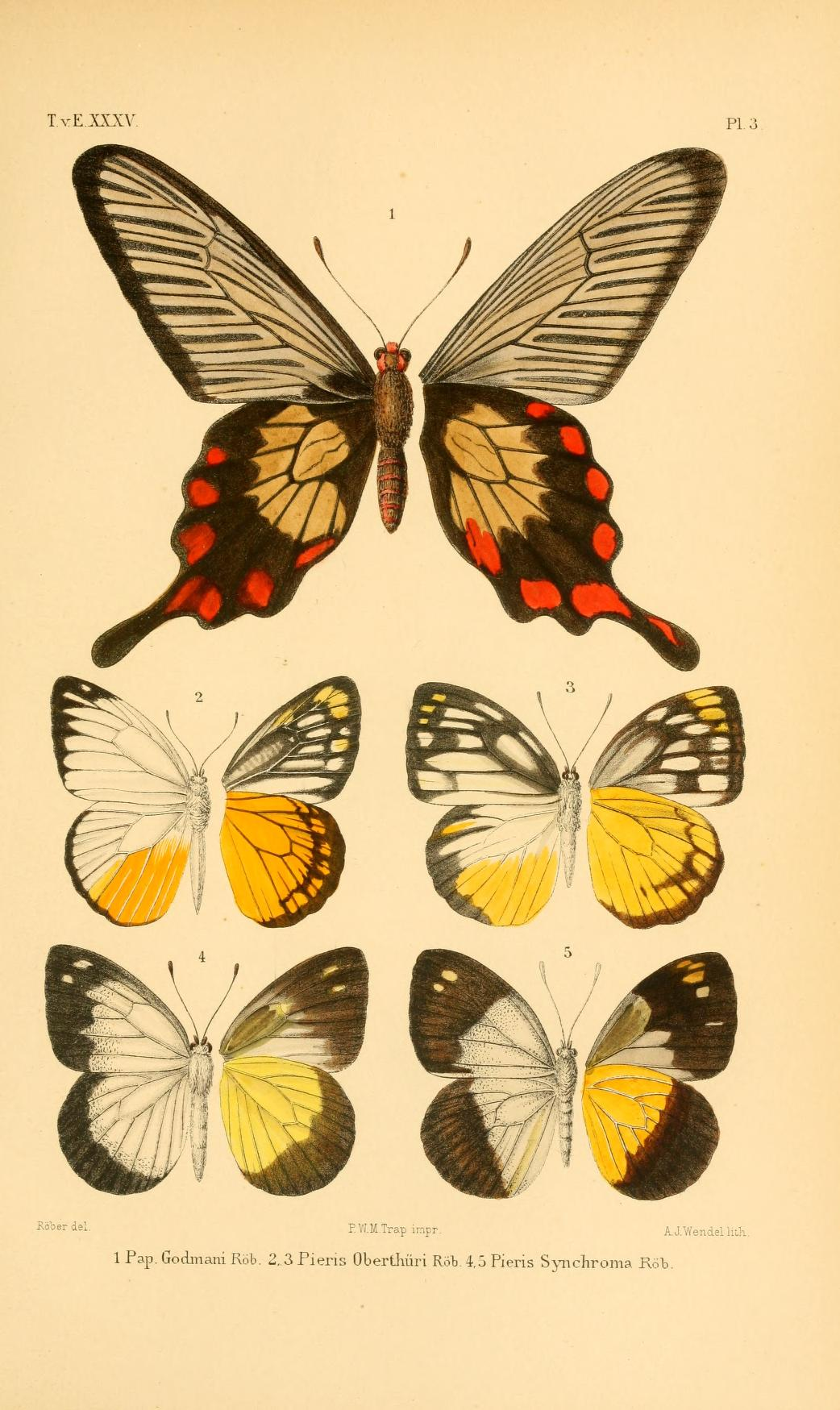